# Kísértetek (televíziós sorozat)
A  Kísértetek (eredeti cím: Ghosts) 2021-től vetített amerikai szitkom, amelyet Joe Port és Joe Wiseman alkotott. A főbb szerepekben Rose McIver, Utkarsh Ambudkar, Brandon Scott Jones, Danielle Pinnock és Richie Moriarty látható.
Az Amerikai Egyesült Államokban 2021. október 7-én a CBS, míg Magyarországon 2023. január 6-án a Comedy Central mutatta be.

## Cselekmény
A házas New York-i pár, Samantha és Jay Arondekar azt hiszik, hogy álmaik valóra váltak, amikor egy gyönyörű vidéki házat örökölnek Sophie Woodstone-tól, Sam távoli rokonától, ám rájönnek, hogy a ház szétesőben van, és kísértetek lakják, akik a kastély területén haltak meg, és most a területhez vannak kötve, amíg el nem jutnak a túlvilágra. Jay nem látja és nem hallja a szellemeket, Samantha viszont igen, miután halálközeli élményben volt része.

## Szereplők

### Főszereplők
| Szereplő                  | Színész             | Magyar hang       | Leírás |
| ------------------------- | ------------------- | ----------------- | --- |
| Samantha „Sam” Arondekar  | Rose McIver         | Tamási Nikolett   | Szabadúszó újságíró, aki egy halálközeli baleset után azzal a képességgel éled újjá, hogy mindenhol látja és hallja a szellemeket. |
| Jay Arondekar             | Utkarsh Ambudkar    | Pásztor Tibor     | Samantha férje és szakács. |
| Isaac Higgintoot kapitány | Brandon Scott Jones | Barát Attila      | Kezdetben zárkózott meleg amerikai forradalmi tiszt, aki két héttel Ticonderoga erőd ostroma után vérhasban halt meg, és akit a történelem nagyrészt elfelejtett, ami miatt mérhetetlenül féltékeny volt a híresebb Alexander Hamiltonra. Az élők bűzös szagot érezhetnek, ha áthalad rajtuk. |
| Alberta Haynes            | Danielle Pinnock    | Kokas Piroska     | A szesztilalom korának extravagáns jazzénekesnője, akit megmérgeztek. Dúdolását még az élők is hallják. |
| Pete Martino              | Richie Moriarty     | Bor László        | Vidám, barátságos és udvarias, de szociálisan esetlen cserkészcsapat vezető, aki 1985-ben halt meg, amikor az egyik cserkésze véletlenül nyakon lőtte egy nyíllal. Olasz származású, és viszonzatlan romantikus érdeklődést mutat Alberta iránt. |
| Trevor Lefkowitz          | Asher Grodman       | Seszták Szabolcs  | A szellemek közül a legújabban elhunyt, gazdag, keményen bulizó, zsidó származású üzletember és Wall Street-i befektető, aki 2000-ben halt meg szívrohamban, amelyet véletlen kábítószer-túladagolás okozott, miközben nem viselt nadrágot. Fizikailag korlátozott mértékben képes kölcsönhatásba lépni a testi világgal, ha elég erősen koncentrál.                                                           |
| Susan Montero / Virág     | Sheila Carrasco     | Kereki Anna       | Vidám, de feledékeny hippi, akit az 1960-as években halálra marcangolt egy vadmedve, akivel kábítószer hatása alatt próbált összebarátkozni. Hasonló transzba tud ejteni egy élő embert, ha áthalad rajta.. |
| Thorfinn / Thor           | Devan Chandler Long | Varga Rókus       | Viking és a legidősebb szellem, aki több mint 1000 évvel ezelőtt expedícióra indult Észak-Amerikába, de hajótársai elhagyták, és villámcsapás következtében meghalt. Képes manipulálni az elektromosságot, és szeret harcolni, különösen a dánok ellen, tévét nézni és a tenger gyümölcseiről beszélgetni. Van egy Bjorn nevű fia, aki most egy szomszédos birtokon kísért, és aki egy dán nőt vett feleségül. |
| Hetty Woodstone           | Rebecca Wisocky     | Farkasinszky Edit | A kastély feszült úrnője, Sam ük-ük-ük-ük-ük-ük-ük-ük-anyja, és a Woodstone vidéki birtok eredeti tulajdonosa. Büszke arra, hogy gazdag, és lenézi a munkásosztályt. A férje életében Mollyval, az ír szobalánnyal csalta meg, ami erős írellenes érzelmeket vált ki belőle. |
| Sasappis / Sass           | Román Zaragoza      | Borbíró András    | Cinikus lenape indián őslakos, aki gyakran az ész hangjaként szolgál a többi szellem számára. Szeret mesélni, drámát szítani, tévézni és az élők által készített pizza illatát szagolgatni. |

### Mellékszereplők
| Szereplő         | Színész           | Magyar hang  | Leírás                                                                                                |
| ---------------- | ----------------- | ------------ | --- |
| Henry Farnsby    | Mark Linn-Baker   | Rosta Sándor | Sam és Jay szomszédai, akik megígérik, hogy támogatják a felújításukhoz szükséges engedélykérelmüket. |
| Margaret Farnsby | Kathryn Greenwood | Farkas Zita  | Sam és Jay szomszédai, akik megígérik, hogy támogatják a felújításukhoz szükséges engedélykérelmüket. |

### Magyar változat
- Bemondó: Zahorán Adrienne (1-3. évad), Pál Tamás (4. évadtól)
- Magyar szöveg: Borsos Dávid
- Hangmérnök és vágó: Papp Zoltán István
- Gyártásvezető: Baranyai Zsuzsanna Kinga
- Szinkronrendező: Tarján Péter
- Produkciós vezető: Legény Judit

A szinkront a Labor Film szinkronstúdió készítette.

## Évados áttekintés
| Évad | Évad | Epizódok | Eredeti sugárzás     | Eredeti sugárzás  | Eredeti adó         | Magyar sugárzás     | Magyar sugárzás   | Magyar adó |
| Évad | Évad | Epizódok | Évadpremier          | Évadfinálé        | Eredeti adó         | Évadpremier         | Évadfinálé        | Magyar adó |
| ---- | ---- | -------- | -------------------- | ----------------- | ------------------- | ------------------- | ----------------- | ---------- |
|      | 1    | 18       | 2021. október 7.     | 2022. április 21. |                     | 2023. január 6.     | 2023. március 10. |            |
|      | 2    | 22       | 2022. szeptember 29. | 2023. május 11.   | 2023. szeptember 8. | 2023. november 17.  |                   |            |
|      | 3    | 10       | 2024. február 15.    | 2024. május 2.    | 2024. október 4.    | 2024. november 1.   |                   |            |
|      | 4    | 22       | 2024. október 17.    | 2025. május 8.    | 2025. június 1.     | 2025. augusztus 10. |                   |            |
|      | 5    |          | 2025. október 16.    | 2026.             |                     |                     |                   |            |

## A sorozat készítése
2019. november 29-én a CBS bejelentette, hogy a BBC One Ghosts című sorozatának adaptációját fejlesztik. 2020. február 4-én jelentették be, hogy a bevezető részét a CBS Studios, a BBC Studios-szal és a Lionsgate Televisionnel közösen gyártják. 2021. március 31-én bejelentették, hogy az adaptációt teljes sorozatra vették fel. 2021. december 17-én jelentették, hogy a gyártást ideiglenesen leállították, mivel a sorozat forgatásán a Covid19 pozitív esetet mutattak ki.